# Copa Mundial de Rugby de 2011
La Copa Mundial de Rugby de 2011 (IRB Rugby World Cup 2011™ en inglés) fue la VII Copa Mundial de Rugby. En la reunión de la World Rugby (WR), organismo rector del rugby internacional y organizador del evento, celebrada en Dublín el 17 de noviembre de 2005, fue seleccionada la candidatura de Nueva Zelanda para albergar el torneo. Los candidatos a organizar la copa del mundo fueron Japón, Sudáfrica y Nueva Zelanda. El consejo de la WR llevó a cabo dos rondas de votación para elegir el país anfitrión, siendo la candidatura sudafricana eliminada en primera ronda. 
El torneo se desarrolló durante seis semanas a partir del 9 de septiembre, finalizando con la disputa de la final el 23 de octubre, en el Eden Park de Auckland.
Los equipos participantes de este mundial al igual que en la Copa Mundial de Rugby de 2007 fueron 20. Los primeros clasificados fueron los tres primeros de cada grupo del anterior mundial. Estos equipos son: Argentina, Australia, Escocia, Fiyi, Francia, Gales, Inglaterra, Irlanda, Italia, Nueva Zelanda, Sudáfrica y Tonga. El cuadro se completó tras la disputa de las fases de clasificación regionales con las siguientes ocho selecciones: Canadá, Estados Unidos, Georgia, Japón, Namibia, Rumania, Rusia y Samoa.
La selección anfitriona, Nueva Zelanda, se alzó con la Copa Webb Ellis tras vencer en la final a Francia por 8 a 7, en una reedición de la primera final de 1987. Australia logró la medalla de bronce al derrotar a la selección de Gales en el partido por el tercer puesto.

## Elección de la sede

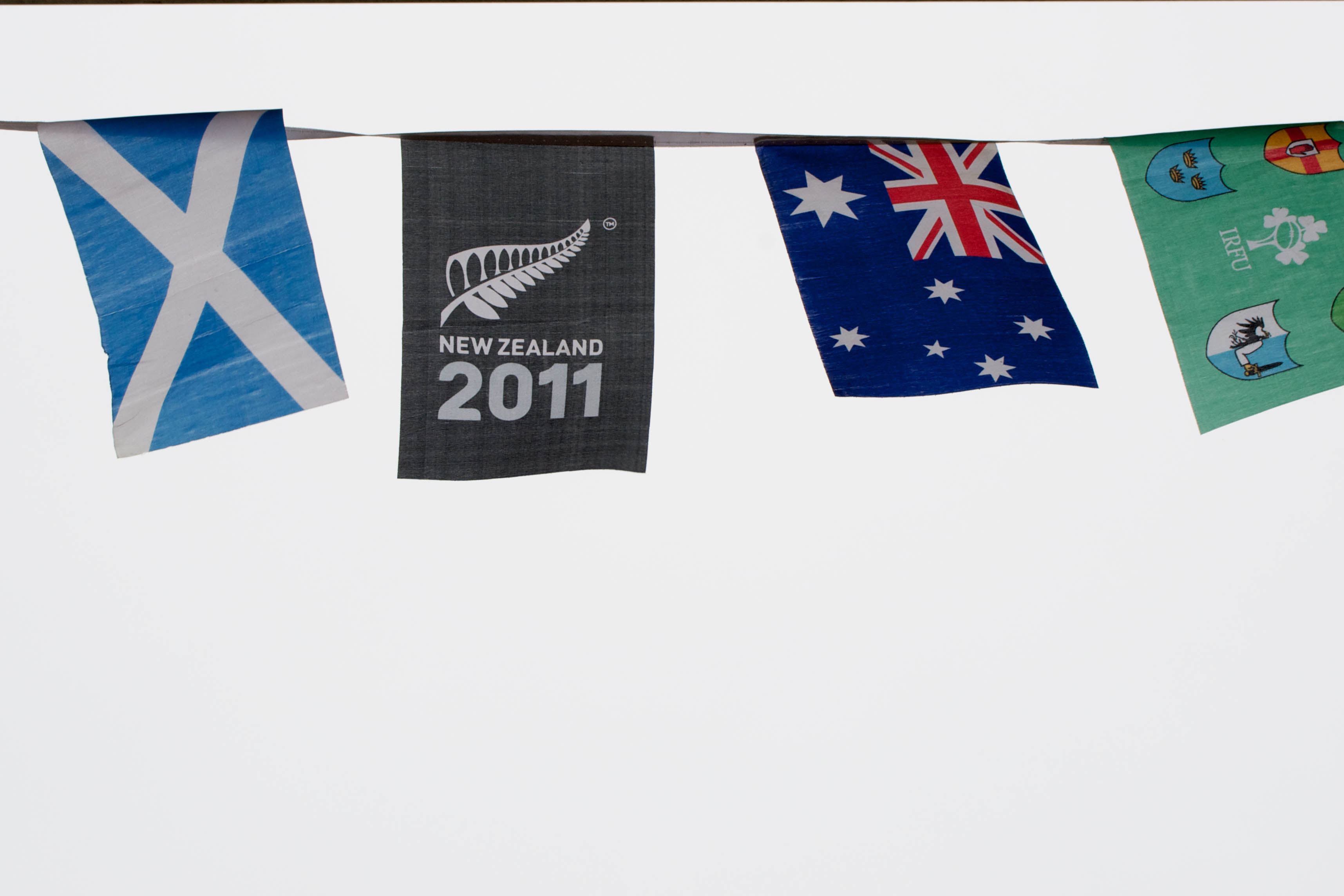
Banderas en las calles de Nueva Zelanda con motivo del Mundial de rugby. En el centro, una bandera negra con el helecho plateado, símbolo de la selección de Nueva Zelanda y a la derecha, la Bandera de Australia.

Nueva Zelanda organizó en 1987, conjuntamente con Australia la primera edición de la Copa Mundial de rugby. Asimismo, para la edición de 2003 estaba previsto que los partidos se disputaran en Nueva Zelanda y Australia, pero posteriores desacuerdos sobre los escenarios en los que se disputarían los partidos determinaron que Australia se convirtiese en sede única de aquella edición.
Tras la gira de los Leones Británico-irlandeses en 2005 varias voces críticas se alzaron contra la capacidad organizativa en términos de infraestructuras para acoger un evento de gran magnitud. Para hacer frente a estos posibles problemas, el proyecto de candidatura para 2011 contempló la ampliación del Eden Park de Auckland y otros estadios del país para lograr la viabilidad comercial y deportiva del evento.
Junto a la neozelandesa, Japón y Sudáfrica presentaron sendas candidaturas. De estas tres, Japón era la favorita para lograr la organización del torneo. A su favor, contaba con el hecho que en caso de ser elegida, sería la primera vez que el Mundial se disputaría en Asia, además del deseo explícito de la International Rugby Board (IRB) por organizar el torneo lejos de los grandes países en materia de rugby como eran Sudáfrica y Nueva Zelanda. Además la candidatura nipona presentaba una buena infraestructura, pues se contaba con los estadios construidos con motivo de la Copa del Mundo de Fútbol de 2002. Finalmente, Japón obtuvo en 2009 el encargo de organizar el torneo, pero en su novena edición, en 2019.
La candidatura sudafricana, respaldada por la exitosa organización de la Copa Mundial de 1995 y liderada por el excapitán Springbok, Francois Pienaar contó con un fuerte apoyo gubernamental, pero no consiguió la nominación.
El proyecto de Nueva Zelanda fue liderado por la Unión neozelandesa de rugby con el apoyo del gobierno del país, con el primer ministro y los jugadores de la selección, representados por su capitán, al frente.
En junio y julio de 2005 los comisarios de la IRB realizaron, tras su correspondiente visita, informes de cada una de los países candidatos. Finalmente, en la reunión anual de la IRB celebrada en Dublín el 17 de noviembre de 2005 se llevó a cabo la votación, por parte de los miembros de consejo. Se llevaron a cabo dos rondas: la candidatura sudafricana cayó eliminada en primera ronda, y tras la segunda ronda se anunció la adjudicación de la organización a Nueva Zelanda.

## Preparativos

### Gastos y beneficios
Se presupuestó un gasto para el evento de unos 310 millones NZ$, además de unos ingresos por venta de entradas de 280 millones de dólares neozalandeses. En Auckland, la ciudad donde se desarrollaron la mayor parte de los partidos importantes, los gastos para los contribuyentes neozelandeses se estiman en unos 102 millones de dólares.
En la venta de entradas se recaudaron unos NZ$285 millones, en alojamientos y similares alrededor de NZ$260 millones, y se ingresaron unos NZ$236 millones en concepto de comida y bebidas lo que generó un estímulo fiscal de casi el 1,4% del PIB trimestral.

### Eventualidades
Durante el tiempo transcurrido entre la elección de la sede y el inicio del evento, los medios neozelandeses pusieron en entredicho la conveniencia de que fuese apropiado destinar el dinero público para infraestructuras deportivas, tal como ocurre en la mayoría de los eventos internacionales deportivos en la década reciente como por ejemplo los Juegos Olímpicos de Londres 2012,o el el Mundial de fútbol de Sudáfrica 2010. Hubo una gran controversia acerca de las obras de remodelación del Eden Park de Auckland a fin de adaptarlo a los requisitos de la IRB ya que debería tener una capacidad mínima de 60.000 localidades.
Un informe de julio de 2009 de la Autoridad Regional de Transportes de Auckland, advirtió sobre la falta de preparación y la complacencia existentes, a pesar de que los requisitos de transportes e infraestructuras requeridos para este tipo de eventos no se hubiesen alcanzado todavía." El informe fue rechazado por Michael Barnett, el jefe de la Cámara de Comercio de Auckland y co-ordinador de la planificación de los acontecimientos referentes a la Copa del Mundo en Auckland, alegando que se había recurrido a una informe anticuado.
El principal sindicato de la hostelería, que representa al 25% de los trabajadores de hoteles, restaurantes y casinos de Nueva Zelanda; exigió un reparto proporcional con los trabajadores en las ganancias generadas de forma extraordinaria durante el evento, amenazando incluso con la convocatoria de una huelga durante el torneo.
Las obras del Forsyth Barr Stadium de Dunedin, llamado durante el torneo Otago Stadium, fue una fuente de conflictos puesto que el proyecto se estaba desarrollando en unos plazos de tiempo muy ajustados. Un informe de abril de 2010 sobre el progreso del proyecto desveló que se estaban cumpliendo los objetivos para la Copa del Mundo, sin embargo existía algún que otro riesgo de que no se pudiese llegar a tiempo para el evento. Si no se llegasen a cumplir los plazos establecidos, la organización tenía reservado el estadio Carisbrook, un antiguo estadio de Rugby de Dunedin. El Forsyth Bar Stadium fue inaugurado oficialmente el 6 de agosto de 2011.
Los desperfectos causados por el Terremoto de Christchurch de 2011 obligaron a recolocar una serie de partidos, incluido algunos de cuartos de final.

### Partidos de preparación
Para Australia, Sudáfrica y Nueva Zelanda, el Torneo de las Tres Naciones 2011, que en esta edición redujo sus partidos disputados a seis, en vez de los nueve habituales, sirvió como preparación principal para el Mundial. En el hemisferio norte, una serie de amistosos disputados en agosto de 2011, reemplazó las habituales giras anuales hacia el hemisferio sur.

## Equipos participantes

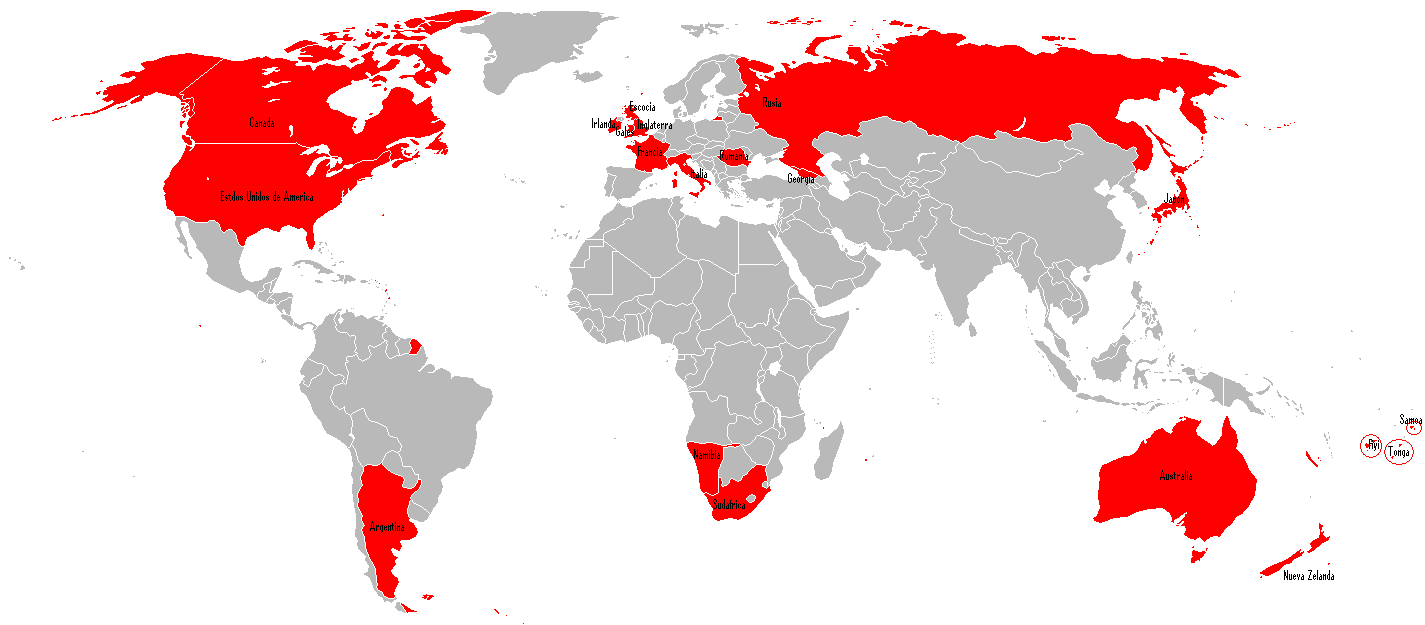
En este mapa los equipos que clasificaron para el Mundial de Rugby.

Veinte equipos disputaron en el Mundial de Rugby 2011 el título de campeón del mundo de rugby. Doce selecciones se clasificaron automáticamente para esta competición al haber finalizado al menos en tercer lugar durante la disputa de la fase de grupos de la copa Mundial de Rugby de 2007. Las otras ocho naciones se clasificaron para la Copa del Mundo a través de las fases de clasificación regionales y de la eliminatoria. La vigésima y última plaza para la copa del Mundo la obtuvo el ganador de la repesca entre Rumania y Uruguay disputada el 13 y el 27 de noviembre de 2010.
| África                         | América                                                       | Europa | Oceanía/Asia                                                                |
| ------------------------------ | ------------------------------------------------------------- | --- | --------------------------------------------------------------------------- |
| - Sudáfrica - Namibia (África) | - Argentina - Canadá (América 1) - Estados Unidos (América 2) | - Inglaterra - Francia - Escocia - Irlanda - Gales - Italia - Georgia (Europa 1) - Rusia (Europa 2) - Rumania (Repechaje) | - Australia - Nueva Zelanda - Fiyi - Tonga - Japón (Asia) - Samoa (Oceanía) |

- En cursiva, el debutante en la Copa Mundial de Rugby.
- Rumania clasificó mediante el Torneo de Repechaje.

## Sedes
Las trece sedes originales para la Copa Mundial de Rugby de 2011 fueron confirmadas el 12 de marzo de 2009. Sin embargo, tras el terremoto que afectó a la ciudad de Christchurch en febrero de 2011, ésta fue retirada y los partidos que se jugaban en ella reubicados en otras sedes.
| Auckland           | Wellington                  | Dunedin           | Auckland              |
| ------------------ | --------------------------- | ----------------- | --------------------- |
| Eden Park          | Wellington Regional Stadium | Otago Stadium     | North Harbour Stadium |
| Capacidad: 60,000  | Capacidad: 40,000           | Capacidad: 30,000 | Capacidad: 30,000     |
|                    |                             |                   |                       |
| Hamilton           |                             |                   | Rotorua               |
| Waikato Stadium    | Estadio internacional       |                   |                       |
| Capacidad: 36,000  | Capacidad: 26,000           |                   |                       |
|                    |                             |                   |                       |
| New Plymouth       | Nelson                      |                   |                       |
| Yarrow Stadium     | Trafalgar Park              |                   |                       |
| Capacidad: 26,000  | Capacidad: 18,000           |                   |                       |
|                    |                             |                   |                       |
| Invercargill       | Whangarei                   | Napier            | Palmerston North      |
| Rugby Park Stadium | Northland Events Centre     | McLean Park       | Arena Manawatu        |
| Capacidad: 20,000  | Capacidad: 18,000           | Capacidad: 22,000 | Capacidad: 15,000     |
|                    |                             |                   |                       |

## Balón oficial

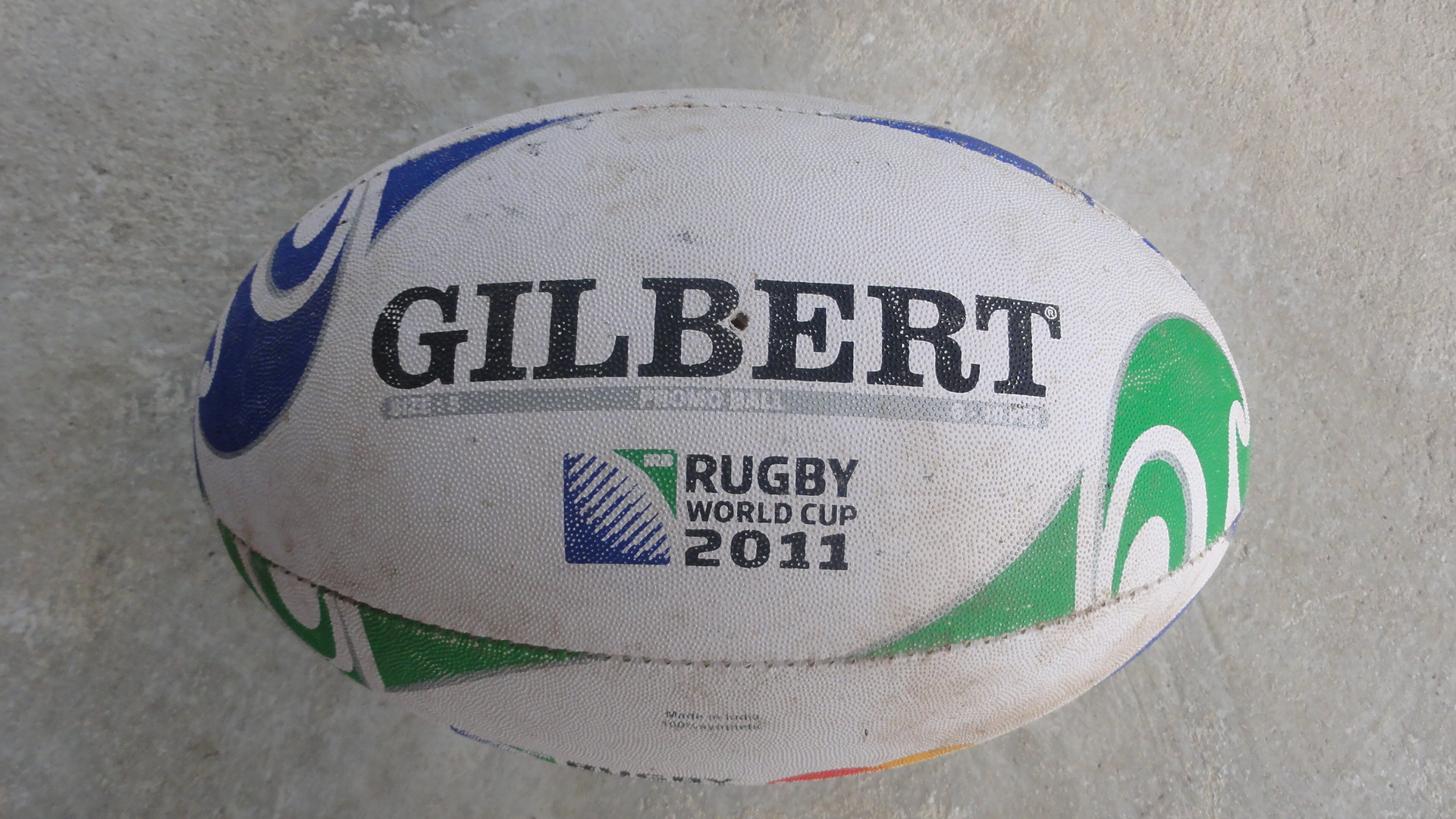
Virtuo, balón oficial del Mundial de rugby 2011.

El balón oficial de la copa del Mundo de rugby 2011 fue diseñado por la marca deportiva especializada en productos de rugby Gilbert. Recibió el apodo de «Virtuo», y fue presentado oficialmente por Gilbert en Auckland en el mes de mayo de 2011. Se trata de un balón realizado especialmente para este torneo. Su presentación se produjo después de un largo periodo de pruebas y estudios en varios partidos internacionales, entre ellos los del Torneo de las Seis Naciones 2011 y los test matches de otoño de 2011. El balón Virtuo fue concebido para ser más eficaz, mediante una válvula diferente y un novedoso ajuste de la vejiga del balón destinados a mantener la forma del balón y a facilitar el giro de la pelota.
A lo largo de la fase de grupos del torneo, la calidad del balón fue puesta de duda a causa de un notable descenso en el porcentaje de acierto por parte de los pateadores de las distintas selecciones. Después de la disputa de una veintena de partidos de la primera fase, el porcentaje medio de éxito superaba por poco el 60%. Solo el 56% de los tiros a palos se transformaban, lo representa un porcentaje inferior al de ediciones previas. La compañía, Gilbert, salió al paso de estas acusaciones, desmintiendo el efecto del balón y achacando los pobres datos porcentuales a las condiciones climáticas bajo las que se desarrolló la copa del Mundo.
En relación con los problemas en los tiros a palos, aconteció un hecho polémico que la prensa internacional bautizó como Ballgate. Ante la falta de acierto con el pie del apertura de la selección inglesa, Jonny Wilkinson, dos técnicos cambiaron el balón por otro no oficial antes de los tiros a palos en el partido que Inglaterra disputó contra Rumanía. En ese partido el porcentaje de acierto de Wilkinson pasó de una media del 50% en partidos previos a casi un 70%. Se trataba de un hecho ilegal, por el que la International Rugby Board abrió una investigación, aunque la Rugby Football Union se adelantó a las posibles sanciones e impuso una suspensión a los técnicos que llevaron a cabo los cambios.

## Árbitros
El viernes 8 de abril de 2011, la WR nombró a los diez árbitros, siete asistentes arbitrales y cuatro jueces de televisión que participarán en la fase de grupos del torneo. Además, dos de los siete asistentes cumplirán funciones de árbitro suplente.
| País                     | Nombre          |
| ------------------------ | --------------- |
| Bandera de Australia     | Steve Walsh     |
| Bandera de Inglaterra    | Wayne Barnes    |
| Bandera de Inglaterra    | Dave Pearson    |
| Bandera de Francia       | Romain Poite    |
| Bandera de Irlanda       | George Clancy   |
| Bandera de Irlanda       | Alain Rolland   |
| Bandera de Nueva Zelanda | Bryce Lawrence  |
| Bandera de Sudáfrica     | Craig Joubert   |
| Bandera de Sudáfrica     | Jonathan Kaplan |
| Bandera de Gales         | Nigel Owens     |

| País                     | Nombre        |
| ------------------------ | ------------- |
| Bandera de Francia       | Jérôme Garcès |
| Bandera de Nueva Zelanda | Chris Pollock |

| País                     | Nombre          |
| ------------------------ | --------------- |
| Bandera de Inglaterra    | Stuart Terheege |
| Bandera de Irlanda       | Simon McDowell  |
| Bandera de Italia        | Carlo Damasco   |
| Bandera de Nueva Zelanda | Vinny Munro     |
| Bandera de Gales         | Tim Hayes       |

| País                  | Nombre           |
| --------------------- | ---------------- |
| Bandera de Australia  | Matt Goddard     |
| Bandera de Inglaterra | Graham Hughes    |
| Bandera de Italia     | Giulio De Santis |
| Bandera de Sudáfrica  | Shaun Veldsman   |

## Ceremonia de inauguración

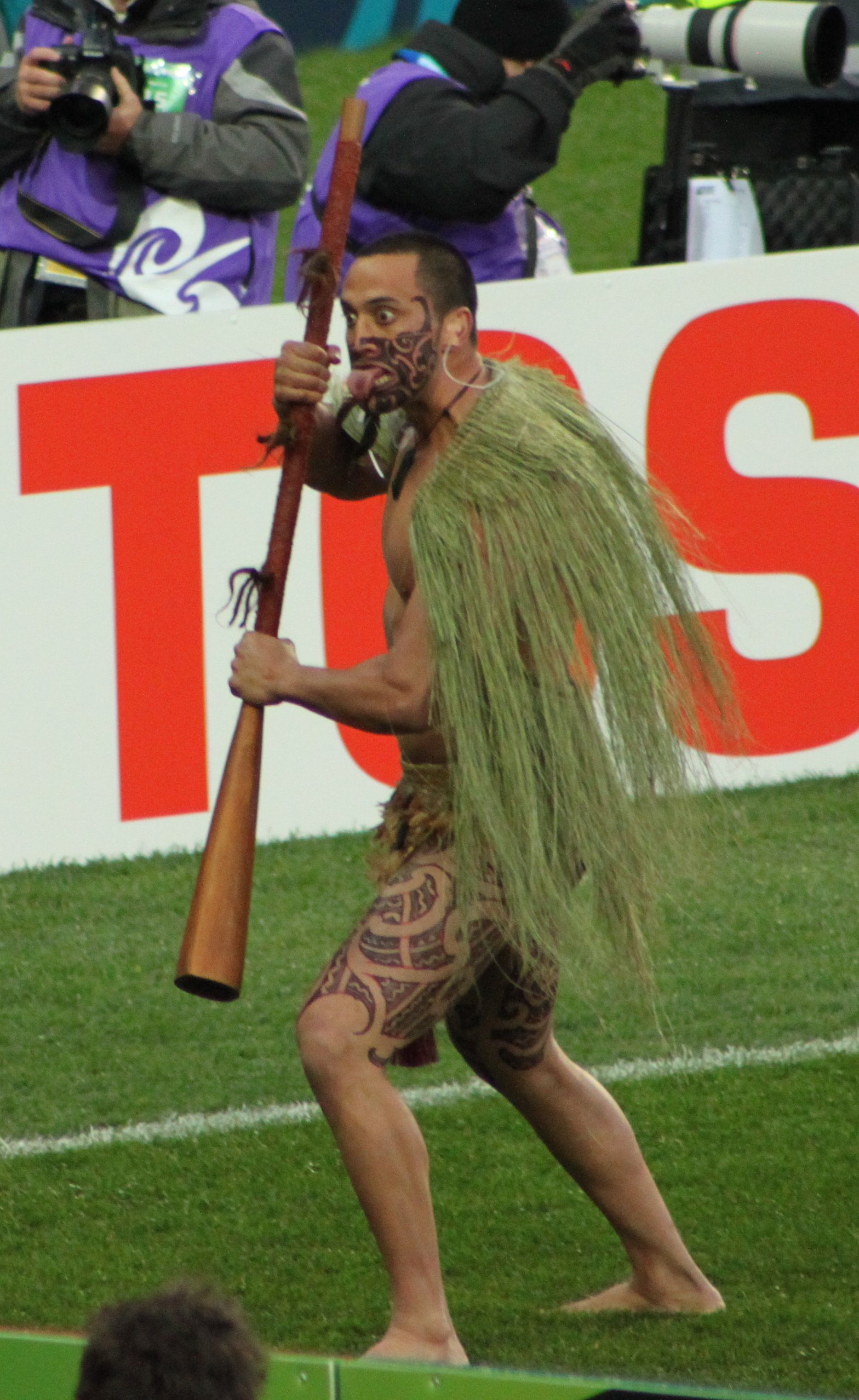
Al inicio de todos los partidos del torneo, un personaje con atuendo maorí dio la llamada para la salida de los equipos. Asimismo la cultura maorí estuvo ampliamente representada en la ceremonia de apertura.

La ceremonia de apertura de la Copa Mundial de Rugby de 2011 tuvo lugar el 9 de septiembre en el estadio Eden Park de Auckland como acto previo al partido inicial del torneo que enfrentó a Nueva Zelanda y Tonga. Tuvo comienzo a las 19:30, hora local, y se desarrolló durante algo menos de treinta minutos, poniendo en escena a más de cien personas, entre actores y cantantes. 
El hilo argumental de la ceremonia constó de distintas partes diferenciadas que homenajearon los orígenes del rugby y de la cultura neozelandesa. Tras una cuenta atrás dio comienzo la primera, con el título la llamada, puso en escena la separación de cielo y la tierra, de donde surge la luz. Un hechizo maorí surge de Nueva Zelanda y desde un gran mapa con las dos islas, Te Ika un Maui y Te wai pounamu, se dirige hacia los distintos países participantes en el torneo, reclamando a sus habitantes que atraviesen el mundo para encontrarse en Nueva Zelanda, una invitación a conocer la cultura neozelandesa. En la segunda parte, el viaje, los pueblos del mundo se reúnen de Nueva Zelanda, representados por ocho pequeñas barcas. En la siguiente escena, se escenifica la fuerza de los tiburones, en ella figuras humanas representando dos de estos animales se enfrentan en una especie de melé submarina gigante. Seguidamente, una especie de haka interpretada por una treintena de actores maoríes es realizada sobre la proyección del cráter de un volcán.
En la siguiente parte, aparece una pequeña porción de un campo de rugby, sobre el que un joven vestido con un polo con los colores del equipo de Christchurch, rojo y negro, y el dorsal 11 a la espalda realiza un ensayo con un balón con el logotipo del mundial. A continuación, le rodean unos cincuenta contrincantes a los que, balón en mano, acaba superando. Seguidamente una explosión eleva al mismo joven al cielo, al encuentro de un balón gigante que ilumina el estadio. Sobre el suelo, van apareciendo los nombres de antiguos grandes jugadores que han disputado el torneo desde su creación en 1987. En un extremo de la proyección hace su aparición el ex-All Black Jonah Lomu, que apunta la aparición en el campo de una gran réplica de la copa Webb Ellis. 
Bajo esta réplica es interpretada la canción oficial de la Copa del Mundo de rugby desde 1991, World in Union interpretada por Ria Hall y Evander Folau. Finalmente, tuvieron lugar los actos protocolarios, con la intervención del primer ministro de Nueva Zelanda, John Key y el presidente de la International Rugby Board, Bernard Lapasset, que inauguró oficialmente la Copa del Mundo 2011.
El acto final tuvo lugar en las calles de Auckland con un gran espectáculo de fuegos artificiales y música que representó a todas las culturas del país.

## Primera Fase
Durante la fase de grupos, las 20 selecciones clasificadas fueron divididas en cuatro grupos de cinco equipos cada una, en el sorteo que tuvo lugar en Londres en noviembre de 2008. Durante esta parte del torneo los equipos disputaron una liguilla clasificatoria en la que las selecciones jugaron todas contra todas dentro de cada grupo, una vez. De tal manera que se disputaron 10 partidos por grupo, es decir, 40 encuentros en total durante esta fase.
El sistema de puntuación para cada partido fue el siguiente:
- Se otorgaron cuatro puntos por partido ganado.
- Dos puntos por empate.
- Ningún punto para el perdedor
- Un punto extra por anotar cuatro o más Tries.
- Un punto extra por perder por siete puntos o menos.

A la finalización de esta fase, los equipos de cada grupo fueron clasificados de uno a cinco sobre la base de los puntos obtenidos en sus 4 partidos correspondientes. Si en último término, dos o más equipos hubiesen quedado igualados en puntos, se habrían aplicado, en orden, los siguientes criterios hasta que una de las selecciones fuera declarada como la mejor clasificada:
1. La selección ganadora del partido entre los dos equipos implicados
2. El equipo con la más amplia diferencia entre puntos a favor y puntos en contra en todos los partidos del grupo
3. El equipo que tenga la mejor diferencia entre ensayos a favor y en contra en todos los partidos de su grupo
4. El equipo que haya marcado mayor cantidad de puntos en todos los partidos del grupo
5. El equipo que haya marcado mayor cantidad de ensayos en todos los partidos de su grupo
6. En caso de que no se resuelva el empate tras la aplicación de los 5 anteriores criterios, el equipo que esté mejor ubicado en el Ranking Mundial Oficial del International Rugby Board a día 3 de octubre de 2011.[21]

- Los horarios corresponden a la hora de Nueva Zelanda (UTC+12 hasta el 24 de septiembre, UTC+13 desde el 25 de septiembre de 2011)

BO: Punto de bonificación ofensivo.
BD: Punto de bonificación defensivo.

### Grupo A

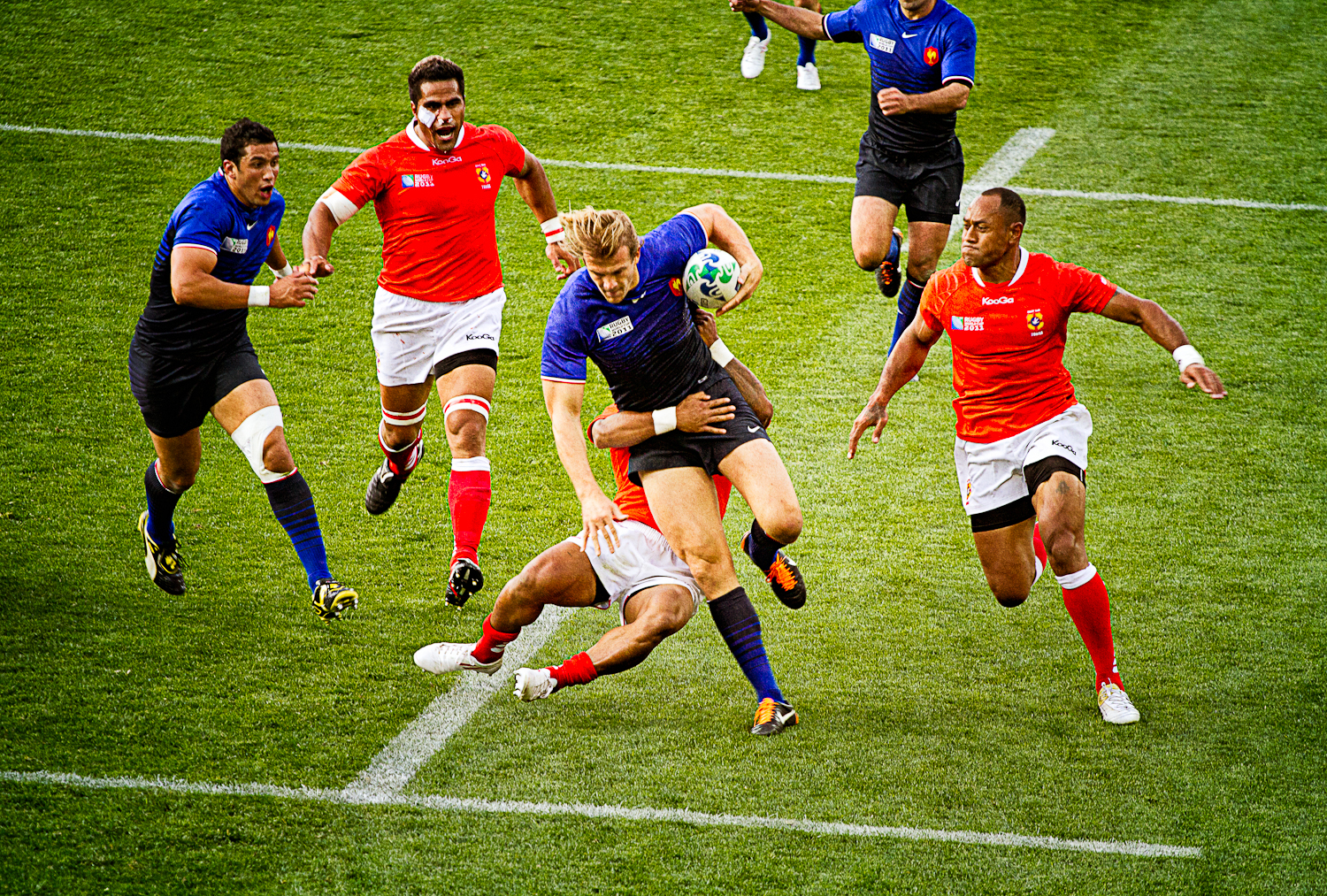
Partido entre Francia y Tonga disputado en el Westpac Stadium de Wellington.

| Posición | Selección     | Partidos | Partidos | Partidos  | Partidos | Tries a favor | Tantos  | Tantos    | Tantos     | Puntos extra | Puntos |
| Posición | Selección     | jugados  | ganados  | empatados | perdidos | Tries a favor | a favor | en contra | diferencia | Puntos extra | Puntos |
| -------- | ------------- | -------- | -------- | --------- | -------- | ------------- | ------- | --------- | ---------- | ------------ | ------ |
| 1        | Nueva Zelanda | 4        | 4        | 0         | 0        | 36            | 240     | 49        | +191       | 4            | 20     |
| 2        | Francia       | 4        | 2        | 0         | 2        | 13            | 124     | 96        | +28        | 3            | 11     |
| 3        | Tonga         | 4        | 2        | 0         | 2        | 7             | 80      | 98        | −18        | 1            | 9      |
| 4        | Canadá        | 4        | 1        | 1         | 2        | 9             | 82      | 168       | −86        | 0            | 6      |
| 5        | Japón         | 4        | 0        | 1         | 3        | 8             | 69      | 184       | −115       | 0            | 2      |

| 9 de septiembre de 2011 | Nueva Zelanda | BO 41 – 10 (29-3) | Tonga | Eden Park, Auckland,                                                |                                                                     |
| 20:30                   |               | Reporte           |       | Asistencia: 60,214 espectadores Árbitro(s): George Clancy (Irlanda) | Asistencia: 60,214 espectadores Árbitro(s): George Clancy (Irlanda) |

| 10 de septiembre de 2011 | Francia | BO 47 – 21 (25-11) | Japón | North Harbour Stadium, Auckland,                                    |                                                                     |
| 18:00                    |         | Reporte            |       | Asistencia: 28,569 espectadores Árbitro(s): Steve Walsh (Australia) | Asistencia: 28,569 espectadores Árbitro(s): Steve Walsh (Australia) |

| 14 de septiembre de 2011 | Tonga | BD 20 – 25 (7-10) | Canadá | Northland Events Centre, Whangarei,                                     |                                                                         |
| 17:00                    |       | Reporte           |        | Asistencia: 17,174 espectadores Árbitro(s): Jonathan Kaplan (Sudáfrica) | Asistencia: 17,174 espectadores Árbitro(s): Jonathan Kaplan (Sudáfrica) |

| 16 de septiembre de 2011 | Nueva Zelanda | BO 83 – 7 (38-0) | Japón | Waikato Stadium, Hamilton,                                      |                                                                 |
| 20:00                    |               | Reporte          |       | Asistencia: 30,484 espectadores Árbitro(s): Nigel Owens (Gales) | Asistencia: 30,484 espectadores Árbitro(s): Nigel Owens (Gales) |

| 18 de septiembre de 2011 | Francia | BO 46 – 19 (19-10) | Canadá | McLean Park, Napier,                                                  |                                                                       |
| 20:30                    |         | Reporte            |        | Asistencia: 14,230 espectadores Árbitro(s): Craig Joubert (Sudáfrica) | Asistencia: 14,230 espectadores Árbitro(s): Craig Joubert (Sudáfrica) |

| 21 de septiembre de 2011 | Tonga | 31 – 18 (18-13) | Japón | Northland Events Centre, Whangarei,                                   |                                                                       |
| 19:30                    |       | Reporte         |       | Asistencia: 17,364 espectadores Árbitro(s): Dave Pearson (Inglaterra) | Asistencia: 17,364 espectadores Árbitro(s): Dave Pearson (Inglaterra) |

| 24 de septiembre de 2011 | Nueva Zelanda | BO 37 – 17 (19-3) | Francia | Eden Park, Auckland,                                                |                                                                     |
| 20:30                    |               | Reporte           |         | Asistencia: 60,856 espectadores Árbitro(s): Alain Rolland (Irlanda) | Asistencia: 60,856 espectadores Árbitro(s): Alain Rolland (Irlanda) |

| 27 de septiembre de 2011 | Canadá | 23 − 23 (7-17) | Japón | McLean Park, Napier,                                                    |                                                                         |
| 17:00                    |        | Reporte        |       | Asistencia: 14,335 espectadores Árbitro(s): Jonathan Kaplan (Sudáfrica) | Asistencia: 14,335 espectadores Árbitro(s): Jonathan Kaplan (Sudáfrica) |

| 1 de octubre de 2011 | Francia | BD 14 – 19 (6-13) | Tonga | Westpac Stadium, Wellington,                                        |                                                                     |
| 18:00                |         | Reporte           |       | Asistencia: 32,763 espectadores Árbitro(s): Steve Walsh (Australia) | Asistencia: 32,763 espectadores Árbitro(s): Steve Walsh (Australia) |

| 2 de octubre de 2011 | Nueva Zelanda | BO 79 - 15 (37-8) | Canadá | Westpac Stadium, Wellington,                                       |                                                                    |
| 15:30                |               | Reporte           |        | Asistencia: 37,665 espectadores Árbitro(s): Romain Poite (Francia) | Asistencia: 37,665 espectadores Árbitro(s): Romain Poite (Francia) |

### Grupo B

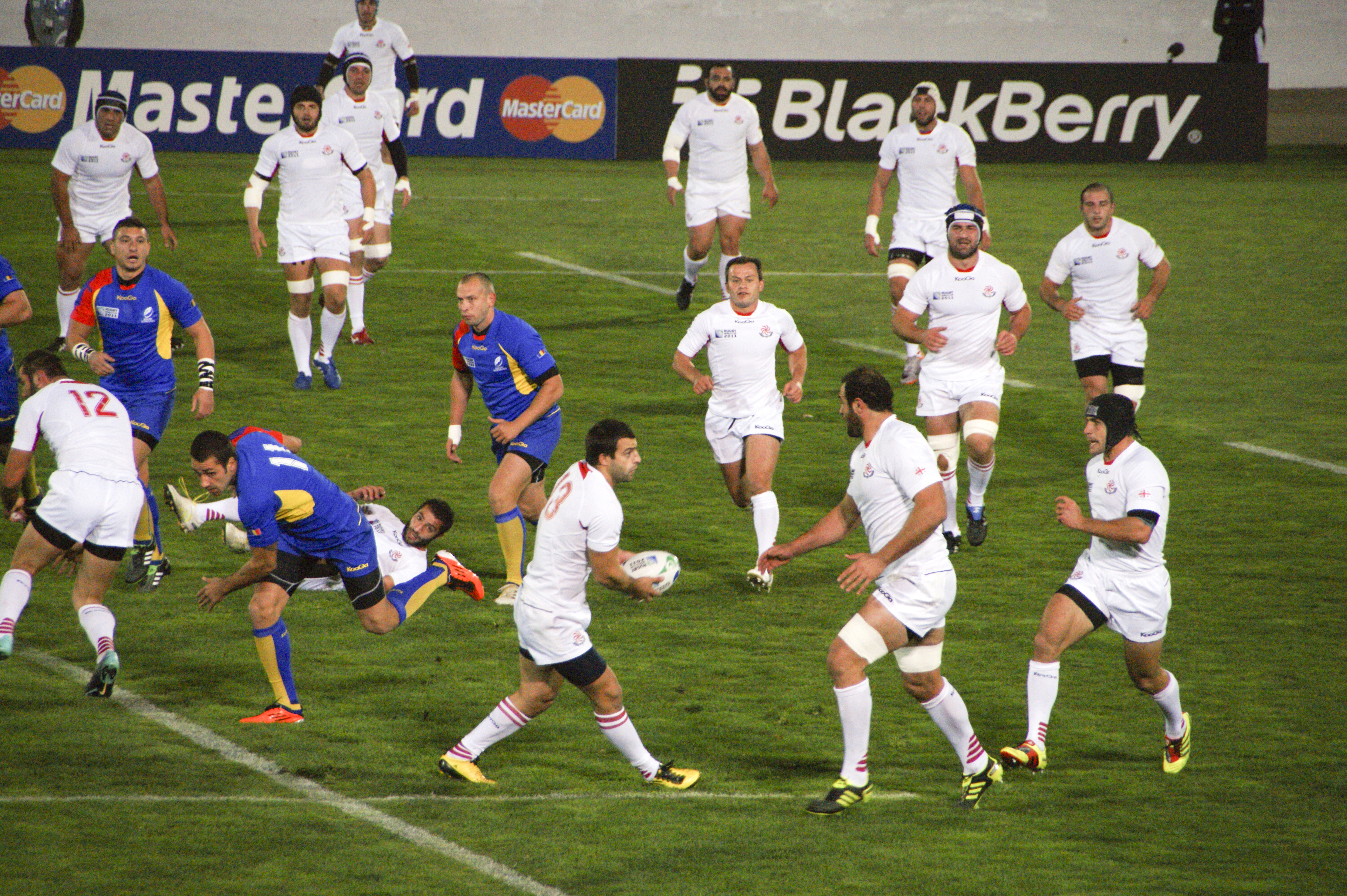
Georgia venció a Rumanía en el partido disputado en el Arena Manawatu de Palmerston North.

| Posición | Selección  | Partidos | Partidos | Partidos  | Partidos | Tries a favor | Tantos  | Tantos    | Tantos     | Puntos extra | Puntos |
| Posición | Selección  | jugados  | ganados  | empatados | perdidos | Tries a favor | a favor | en contra | diferencia | Puntos extra | Puntos |
| -------- | ---------- | -------- | -------- | --------- | -------- | ------------- | ------- | --------- | ---------- | ------------ | ------ |
| 1        | Inglaterra | 4        | 4        | 0         | 0        | 18            | 137     | 34        | +103       | 2            | 18     |
| 2        | Argentina  | 4        | 3        | 0         | 1        | 10            | 90      | 40        | +50        | 2            | 14     |
| 3        | Escocia    | 4        | 2        | 0         | 2        | 4             | 73      | 59        | +14        | 3            | 11     |
| 4        | Georgia    | 4        | 1        | 0         | 3        | 3             | 48      | 90        | −42        | 0            | 4      |
| 5        | Rumania    | 4        | 0        | 0         | 4        | 3             | 44      | 169       | −125       | 0            | 0      |

| 10 de septiembre de 2011 | Escocia | BO 34 – 24 (18-11) | Rumania | Rugby Park Stadium, Invercargill,                                     |                                                                       |
| 13:00                    |         | Reporte            |         | Asistencia: 12,592 espectadores Árbitro(s): Dave Pearson (Inglaterra) | Asistencia: 12,592 espectadores Árbitro(s): Dave Pearson (Inglaterra) |

| 10 de septiembre de 2011 | Argentina | BD 9 – 13 (6-3) | Inglaterra | Otago Stadium, Dunedin,                                                    |                                                                            |
| 20:30                    |           | Reporte         |            | Asistencia: 30,700 espectadores Árbitro(s): Bryce Lawrence (Nueva Zelanda) | Asistencia: 30,700 espectadores Árbitro(s): Bryce Lawrence (Nueva Zelanda) |

| 14 de septiembre de 2011 | Escocia | 15 - 6 (9-3) | Georgia | Rugby Park Stadium, Invercargill,                                   |                                                                     |
| 19:30                    |         | Reporte      |         | Asistencia: 10,267 espectadores Árbitro(s): George Clancy (Irlanda) | Asistencia: 10,267 espectadores Árbitro(s): George Clancy (Irlanda) |

| 17 de septiembre de 2011 | Argentina | BO 43 - 8 (26-8) | Rumania | Rugby Park Stadium, Invercargill,                                   |                                                                     |
| 15:30                    |           | Reporte          |         | Asistencia: 12,605 espectadores Árbitro(s): Steve Walsh (Australia) | Asistencia: 12,605 espectadores Árbitro(s): Steve Walsh (Australia) |

| 18 de septiembre de 2011 | Inglaterra | BO 41 – 10 (17-10) | Georgia | Otago Stadium, Dunedin,                                                 |                                                                         |
| 18:00                    |            | Reporte            |         | Asistencia: 20,117 espectadores Árbitro(s): Jonathan Kaplan (Sudáfrica) | Asistencia: 20,117 espectadores Árbitro(s): Jonathan Kaplan (Sudáfrica) |

| 24 de septiembre de 2011 | Inglaterra | BO 67 - 3 (44-3) | Rumania | Otago Stadium, Dunedin,                                            |                                                                    |
| 18:00                    |            | Reporte          |         | Asistencia: 25,687 espectadores Árbitro(s): Romain Poite (Francia) | Asistencia: 25,687 espectadores Árbitro(s): Romain Poite (Francia) |

| 25 de septiembre de 2011 | Argentina | 13 - 12 BD (3-6) | Escocia | Wellington Regional Stadium, Wellington,                              |                                                                       |
| 20:30                    |           | Reporte          |         | Asistencia: 26,937 espectadores Árbitro(s): Wayne Barnes (Inglaterra) | Asistencia: 26,937 espectadores Árbitro(s): Wayne Barnes (Inglaterra) |

| 28 de septiembre de 2011 | Georgia | 25 – 9 (12-6) | Rumania | Arena Manawatu, Palmerston North,                                     |                                                                       |
| 19:30                    |         | Reporte       |         | Asistencia: 13,228 espectadores Árbitro(s): Dave Pearson (Inglaterra) | Asistencia: 13,228 espectadores Árbitro(s): Dave Pearson (Inglaterra) |

| 1 de octubre de 2011 | Inglaterra | 16 – 12 BD (3-9) | Escocia | Eden Park, Auckland,                                                  |                                                                       |
| 20:30                |            | Reporte          |         | Asistencia: 58,213 espectadores Árbitro(s): Craig Joubert (Sudáfrica) | Asistencia: 58,213 espectadores Árbitro(s): Craig Joubert (Sudáfrica) |

| 2 de octubre de 2011 | Argentina | 25 - 7 (5-7) | Georgia | Arena Manawatu, Palmerston North,                                   |                                                                     |
| 13:00                |           | Reporte      |         | Asistencia: 13,754 espectadores Árbitro(s): Alain Rolland (Irlanda) | Asistencia: 13,754 espectadores Árbitro(s): Alain Rolland (Irlanda) |

### Grupo C

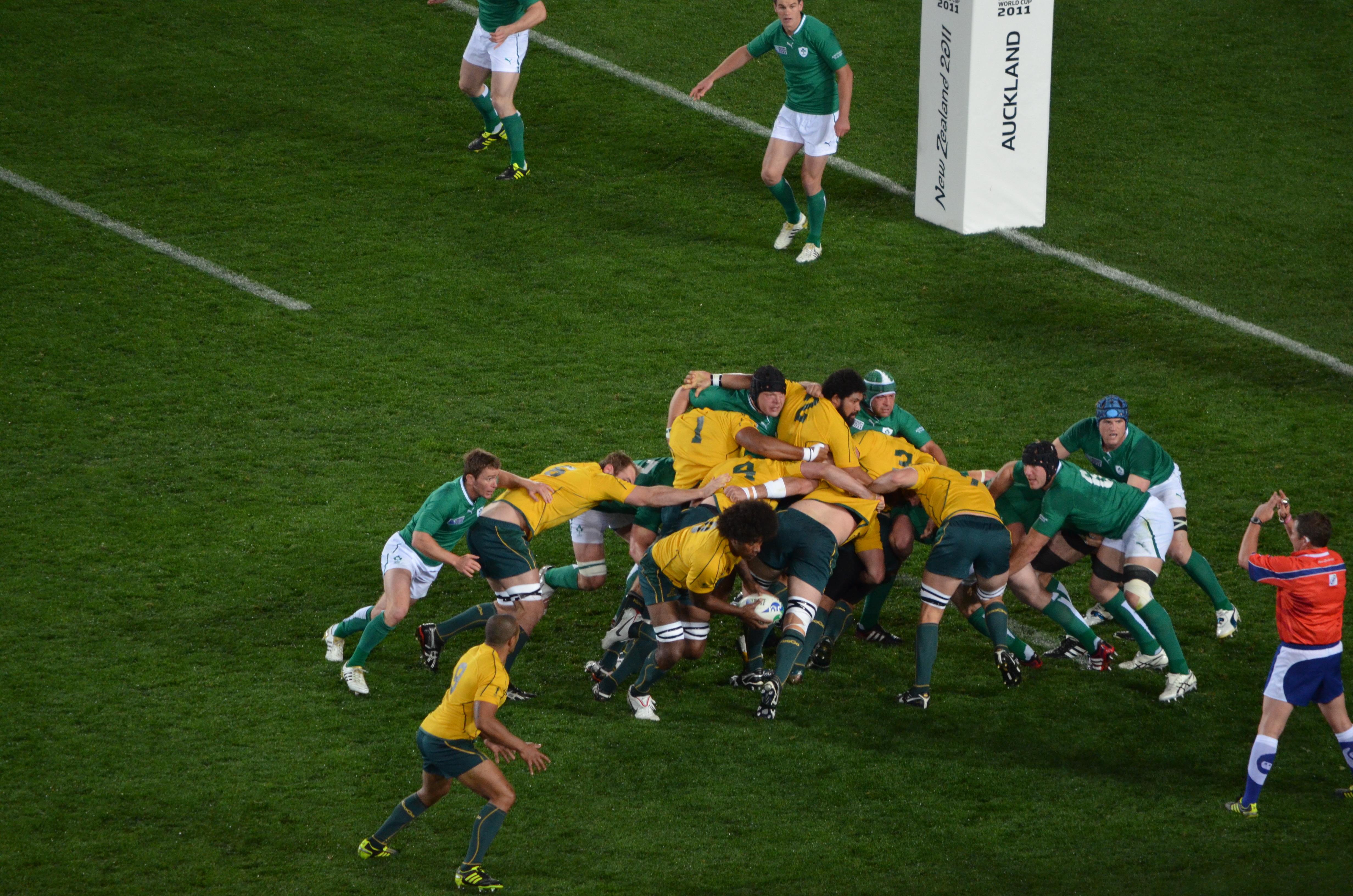
Irlanda venció a la selección de Australia y consiguió pasar como primera de grupo.

| Posición | Selección      | Partidos | Partidos | Partidos  | Partidos | Tries a favor | Tantos  | Tantos    | Tantos     | Puntos extra | Puntos |
| Posición | Selección      | jugados  | ganados  | empatados | perdidos | Tries a favor | a favor | en contra | diferencia | Puntos extra | Puntos |
| -------- | -------------- | -------- | -------- | --------- | -------- | ------------- | ------- | --------- | ---------- | ------------ | ------ |
| 1        | Irlanda        | 4        | 4        | 0         | 0        | 15            | 135     | 34        | +101       | 1            | 17     |
| 2        | Australia      | 4        | 3        | 0         | 1        | 25            | 173     | 48        | +125       | 3            | 15     |
| 3        | Italia         | 4        | 2        | 0         | 2        | 13            | 92      | 95        | −3         | 2            | 10     |
| 4        | Estados Unidos | 4        | 1        | 0         | 3        | 4             | 38      | 122       | −84        | 0            | 4      |
| 5        | Rusia          | 4        | 0        | 0         | 4        | 8             | 57      | 196       | −139       | 1            | 1      |

| 11 de septiembre de 2011 | Australia | BO 32 – 6 (6-6) | Italia | North Harbour Stadium, Auckland,                                    |                                                                     |
| 15:30                    |           | Reporte         |        | Asistencia: 25,731 espectadores Árbitro(s): Alain Rolland (Irlanda) | Asistencia: 25,731 espectadores Árbitro(s): Alain Rolland (Irlanda) |

| 11 de septiembre de 2011 | Irlanda | 22 – 10 (10-0) | Estados Unidos | Stadium Taranaki, New Plymouth,                                       |                                                                       |
| 18:00                    |         | Reporte        |                | Asistencia: 20,823 espectadores Árbitro(s): Craig Joubert (Sudáfrica) | Asistencia: 20,823 espectadores Árbitro(s): Craig Joubert (Sudáfrica) |

| 15 de septiembre de 2011 | Rusia | BD 6 – 13 (3-10) | Estados Unidos | Stadium Taranaki, New Plymouth,                                       |                                                                       |
| 19:30                    |       | Reporte          |                | Asistencia: 13,931 espectadores Árbitro(s): Dave Pearson (Inglaterra) | Asistencia: 13,931 espectadores Árbitro(s): Dave Pearson (Inglaterra) |

| 17 de septiembre de 2011 | Australia | 6 - 15 (6-6) | Irlanda | Eden Park, Auckland,                                                       |                                                                            |
| 20:30                    |           | Reporte      |         | Asistencia: 58,678 espectadores Árbitro(s): Bryce Lawrence (Nueva Zelanda) | Asistencia: 58,678 espectadores Árbitro(s): Bryce Lawrence (Nueva Zelanda) |

| 20 de septiembre de 2011 | Italia | BO 53 – 17 (38-7) | Rusia | Trafalgar Park, Nelson,                                               |                                                                       |
| 19:30                    |        | Reporte           |       | Asistencia: 12,418 espectadores Árbitro(s): Wayne Barnes (Inglaterra) | Asistencia: 12,418 espectadores Árbitro(s): Wayne Barnes (Inglaterra) |

| 23 de septiembre de 2011 | Australia | BO 67 – 5 (22-5) | Estados Unidos | Wellington Regional Stadium, Wellington,                        |                                                                 |
| 20:30                    |           | Reporte          |                | Asistencia: 33,824 espectadores Árbitro(s): Nigel Owens (Gales) | Asistencia: 33,824 espectadores Árbitro(s): Nigel Owens (Gales) |

| 25 de septiembre de 2011 | Irlanda | BO 62 – 12 (36-0) | Rusia | Estadio internacional de Rotorua, Rotorua,                            |                                                                       |
| 18:00                    |         | Reporte           |       | Asistencia: 25,661 espectadores Árbitro(s): Craig Joubert (Sudáfrica) | Asistencia: 25,661 espectadores Árbitro(s): Craig Joubert (Sudáfrica) |

| 27 de septiembre de 2011 | Italia | BO 27 – 10 (20-10) | Estados Unidos | Trafalgar Park, Nelson,                                             |                                                                     |
| 19:30                    |        | Reporte            |                | Asistencia: 14,997 espectadores Árbitro(s): George Clancy (Irlanda) | Asistencia: 14,997 espectadores Árbitro(s): George Clancy (Irlanda) |

| 1 de octubre de 2011 | Australia | BO 68 - 22 (47-5) | Rusia | Trafalgar Park, Nelson,                                                    |                                                                            |
| 15:30                |           | Reporte           |       | Asistencia: 16,307 espectadores Árbitro(s): Bryce Lawrence (Nueva Zelanda) | Asistencia: 16,307 espectadores Árbitro(s): Bryce Lawrence (Nueva Zelanda) |

| 2 de octubre de 2011 | Irlanda | 36-6 (9-6) | Italia | Otago Stadium, Dunedin,                                                 |                                                                         |
| 20:30                |         | Reporte    |        | Asistencia: 28,027 espectadores Árbitro(s): Jonathan Kaplan (Sudáfrica) | Asistencia: 28,027 espectadores Árbitro(s): Jonathan Kaplan (Sudáfrica) |

### Grupo D

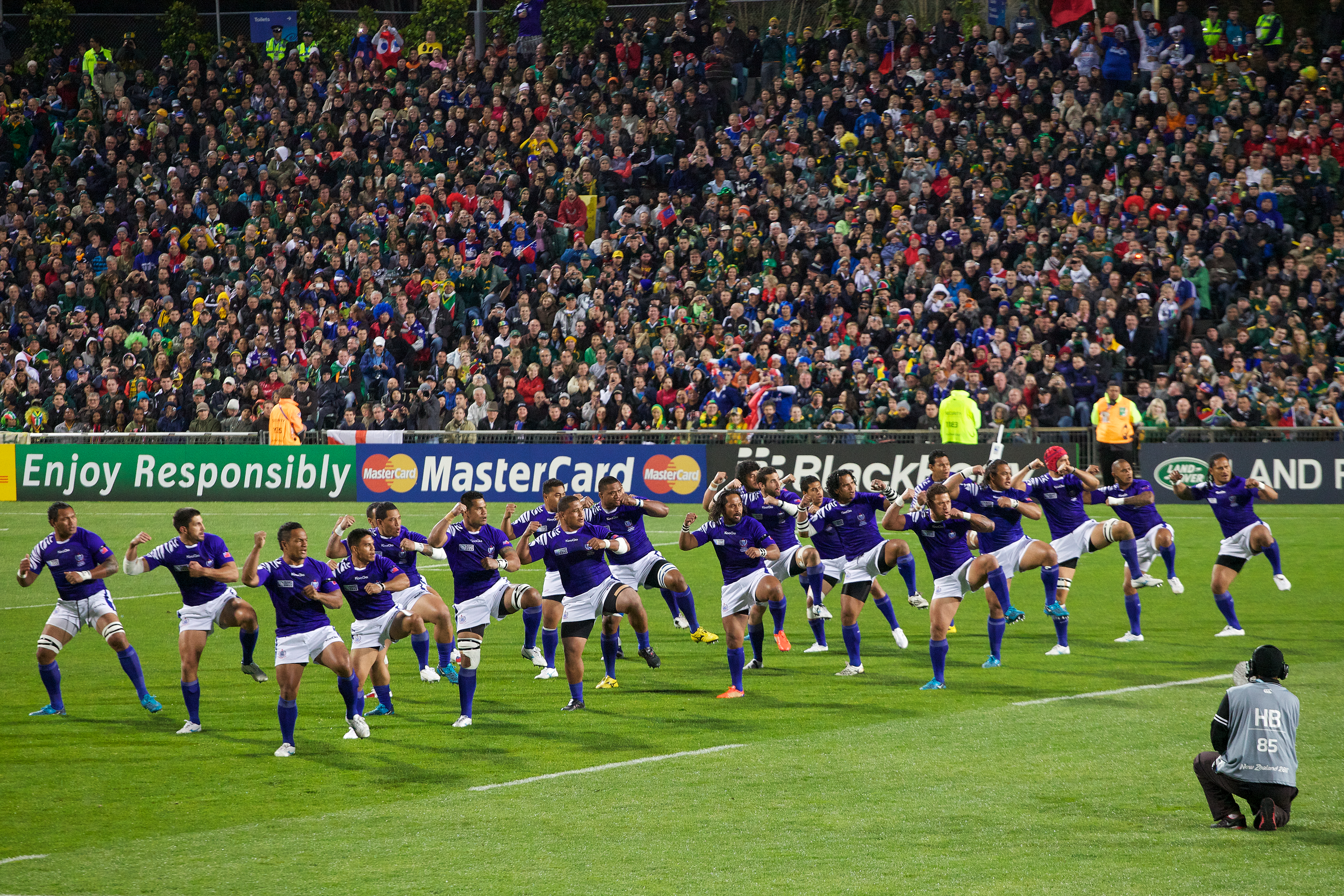
Samoa realizando la danza Siva Tau antes de su partido contra Sudáfrica.

| Posición | Selección | Partidos | Partidos | Partidos  | Partidos | Tries a favor | Tantos  | Tantos    | Tantos     | Puntos extra | Puntos |
| Posición | Selección | jugados  | ganados  | empatados | perdidos | Tries a favor | a favor | en contra | diferencia | Puntos extra | Puntos |
| -------- | --------- | -------- | -------- | --------- | -------- | ------------- | ------- | --------- | ---------- | ------------ | ------ |
| 1        | Sudáfrica | 4        | 4        | 0         | 0        | 21            | 166     | 24        | +142       | 2            | 18     |
| 2        | Gales     | 4        | 3        | 0         | 1        | 23            | 180     | 34        | +144       | 3            | 15     |
| 3        | Samoa     | 4        | 2        | 0         | 2        | 9             | 91      | 49        | +42        | 2            | 10     |
| 4        | Fiyi      | 4        | 1        | 0         | 3        | 7             | 59      | 167       | −108       | 1            | 5      |
| 5        | Namibia   | 4        | 0        | 0         | 4        | 5             | 44      | 266       | −222       | 0            | 0      |

| 10 de septiembre de 2011 | Fiyi | BO 49 – 25 (32-15) | Namibia | Estadio internacional de Rotorua, Rotorua,                      |                                                                 |
| 15:30                    |      | Reporte            |         | Asistencia: 10,100 espectadores Árbitro(s): Nigel Owens (Gales) | Asistencia: 10,100 espectadores Árbitro(s): Nigel Owens (Gales) |

| 11 de septiembre de 2011 | Sudáfrica | 17 – 16 BD (10-6) | Gales | Wellington Regional Stadium, Wellington,                              |                                                                       |
| 20:30                    |           | Reporte           |       | Asistencia: 33,331 espectadores Árbitro(s): Wayne Barnes (Inglaterra) | Asistencia: 33,331 espectadores Árbitro(s): Wayne Barnes (Inglaterra) |

| 14 de septiembre de 2011 | Samoa | BO 49 - 12 (25-0) | Namibia | Estadio internacional de Rotorua, Rotorua,                         |                                                                    |
| 14:30                    |       | Reporte           |         | Asistencia: 12,752 espectadores Árbitro(s): Romain Poite (Francia) | Asistencia: 12,752 espectadores Árbitro(s): Romain Poite (Francia) |

| 17 de septiembre de 2011 | Sudáfrica | BO 49 - 3 (21-3) | Fiyi | Wellington Regional Stadium, Wellington,                           |                                                                    |
| 18:00                    |           | Reporte          |      | Asistencia: 33,262 espectadores Árbitro(s): Romain Poite (Francia) | Asistencia: 33,262 espectadores Árbitro(s): Romain Poite (Francia) |

| 18 de septiembre de 2011 | Gales | 17 - 10 BD (6-10) | Samoa | Waikato Stadium, Hamilton,                                          |                                                                     |
| 15:30                    |       | Reporte           |       | Asistencia: 30,804 espectadores Árbitro(s): Alain Rolland (Irlanda) | Asistencia: 30,804 espectadores Árbitro(s): Alain Rolland (Irlanda) |

| 22 de septiembre de 2011 | Sudáfrica | BO 87 - 0 (31-0) | Namibia | North Harbour Stadium, Auckland,                                    |                                                                     |
| 20:00                    |           | Reporte          |         | Asistencia: 26,839 espectadores Árbitro(s): George Clancy (Irlanda) | Asistencia: 26,839 espectadores Árbitro(s): George Clancy (Irlanda) |

| 2 5 de septiembre de 2011 | Fiyi | 7 - 27 (0-12) | Samoa | Eden Park, Auckland,                                                       |                                                                            |
| 15:30                     |      | Reporte       |       | Asistencia: 60,327 espectadores Árbitro(s): Bryce Lawrence (Nueva Zelanda) | Asistencia: 60,327 espectadores Árbitro(s): Bryce Lawrence (Nueva Zelanda) |

| 26 de septiembre de 2011 | Gales | BO 81 – 7 (22-0) | Namibia | Stadium Taranaki, New Plymouth,                                     |                                                                     |
| 19:30                    |       | Reporte          |         | Asistencia: 13,710 espectadores Árbitro(s): Steve Walsh (Australia) | Asistencia: 13,710 espectadores Árbitro(s): Steve Walsh (Australia) |

| 30 de septiembre de 2011 | Sudáfrica | 13 – 5 (13-0) | Samoa | North Harbour Stadium, Auckland,                                |                                                                 |
| 20:30                    |           | Reporte       |       | Asistencia: 29,743 espectadores Árbitro(s): Nigel Owens (Gales) | Asistencia: 29,743 espectadores Árbitro(s): Nigel Owens (Gales) |

| 2 de octubre de 2011 | Gales | BO 66 – 0 (31-0) | Fiyi | Waikato Stadium, Hamilton,                                            |                                                                       |
| 18:00                |       | Reporte          |      | Asistencia: 28,476 espectadores Árbitro(s): Wayne Barnes (Inglaterra) | Asistencia: 28,476 espectadores Árbitro(s): Wayne Barnes (Inglaterra) |

## Fase final

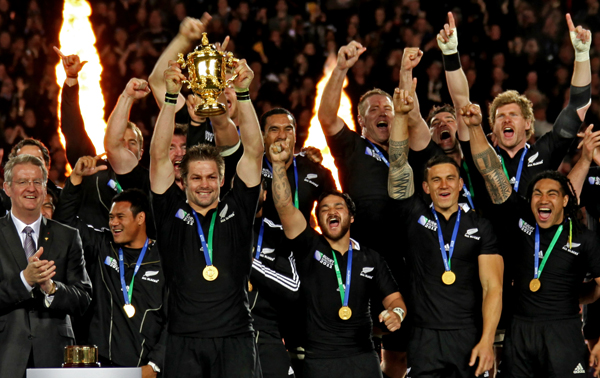
Los All Blacks alzan la Copa Webb Ellis como campeones del torneo.

Finalizada la fase de grupos, los dos primeros equipos de cada grupo pasaron a los cuartos de final del torneo, que consistieron en partidos eliminatorios. Los equipos que ganaron los partidos de cuartos de final se clasificaron para las semifinales, y los equipos que perdieron los partidos de cuartos de final fueron eliminados del Mundial. 
Los partidos de semifinales también consistieron en partidos eliminatorios. Los ganadores de los partidos semifinales se clasificaron para la Final de la Copa del Mundo, y los perdedores de las semifinales disputaron la final de Bronce.
Durante la fase final del torneo, si los equipos hubiesen terminado empatados a la finalización del partido, el ganador se habría determinado mediante los siguientes criterios secuenciales:
1. Prórroga: se disputarían dos periodos extra de 10 minutos cada uno.
2. Muerte súbita: si el resultado continuara empatado tras disputarse los 20 minutos extra, se jugaría un tiempo extra adicional de 10 minutos como máximo. Durante este período el primer equipo que hubiese marcado puntos habría sido declarado ganador.
3. Competición de kicks: si después de este período de muerte súbita no se pudiera declararse un ganador, se habría organizado una competición de kicks desde el suelo entre los dos equipos. El ganador de esa competición habría sido ganador del partido.[21]

|  | Cuartos de final                           | Cuartos de final                    |                                     |           | Semifinales            | Semifinales            |  |  | Final                              | Final |
|  |                                            |                                     |                                     |           |                        |                        |  |  |                                    |       |
|  | 8 de octubre - Westpac Stadium, Wellington |                                     |                                     |           |                        |                        |  |  |                                    |       |
|  |                                            |                                     |                                     |           |                        |                        |  |  |                                    |       |
|  | Irlanda                                    | 10                                  |                                     |           |                        |                        |  |  |                                    |       |
|  | Irlanda                                    | 10                                  | 15 de octubre - Eden Park, Auckland |           |                        |                        |  |  |                                    |       |
|  | Gales                                      | 22                                  |                                     |           |                        |                        |  |  |                                    |       |
|  | Gales                                      | 22                                  | Gales                               | 8         |                        |                        |  |  |                                    |       |
|  | 8 de octubre - Eden Park, Auckland         |                                     | Gales                               | 8         |                        |                        |  |  |                                    |       |
|  |                                            | Francia                             | 9                                   |           |                        |                        |  |  |                                    |       |
|  | Inglaterra                                 | Francia                             | 9                                   | 12        |                        |                        |  |  |                                    |       |
|  | Inglaterra                                 |                                     | 23 de octubre - Eden Park, Auckland | 12        |                        |                        |  |  |                                    |       |
|  | Francia                                    | 19                                  |                                     |           |                        |                        |  |  |                                    |       |
|  | Francia                                    | 19                                  | Francia                             | 7         |                        |                        |  |  |                                    |       |
|  | 9 de octubre - Westpac Stadium, Wellington |                                     | Francia                             | 7         |                        |                        |  |  |                                    |       |
|  |                                            | Nueva Zelanda                       | 8                                   |           |                        |                        |  |  |                                    |       |
|  | Sudáfrica                                  | Nueva Zelanda                       | 8                                   | 9         |                        |                        |  |  |                                    |       |
|  | Sudáfrica                                  | 16 de octubre - Eden Park, Auckland |                                     | 9         |                        |                        |  |  |                                    |       |
|  | Australia                                  | 11                                  |                                     |           |                        |                        |  |  |                                    |       |
|  | Australia                                  | 11                                  | Australia                           | 6         | Tercer y cuarto puesto | Tercer y cuarto puesto |  |  |                                    |       |
|  | 9 de octubre - Eden Park, Auckland         |                                     | Australia                           | 6         | Tercer y cuarto puesto | Tercer y cuarto puesto |  |  |                                    |       |
|  |                                            | Nueva Zelanda                       | 20                                  |           |                        |                        |  |  |                                    |       |
|  | Nueva Zelanda                              | Nueva Zelanda                       | 20                                  | 33        | Gales                  | 18                     |  |  |                                    |       |
|  | Nueva Zelanda                              |                                     |                                     | 33        | Gales                  | 18                     |  |  |                                    |       |
|  | Argentina                                  | 10                                  |                                     | Australia | 21                     |                        |  |  |                                    |       |
|  | Argentina                                  | 10                                  |                                     |           | 21                     |                        |  |  |                                    |       |
|  |                                            |                                     |                                     |           |                        |                        |  |  | 21 de octubre- Eden Park, Auckland |       |
|  |                                            |                                     |                                     |           |                        |                        |  |  |                                    |       |

### Cuartos de final
| 8 de octubre de 2011 | Irlanda | 10 – 22 (3-10) | Gales | Westpac Stadium, Wellington,                                          |                                                                       |
| 18:00                |         | Reporte        |       | Asistencia: 35.787 espectadores Árbitro(s): Craig Joubert (Sudáfrica) | Asistencia: 35.787 espectadores Árbitro(s): Craig Joubert (Sudáfrica) |

| 8 de octubre de 2011 | Inglaterra | 12 – 19 (0-16) | Francia | Eden Park, Auckland,                                                |                                                                     |
| 20:30                |            | Reporte        |         | Asistencia: 49.105 espectadores Árbitro(s): Steve Walsh (Australia) | Asistencia: 49.105 espectadores Árbitro(s): Steve Walsh (Australia) |

| 9 de octubre de 2011 | Sudáfrica | 9 - 11 (3-8) | Australia | Westpac Stadium, Wellington,                                               |                                                                            |
| 18:00                |           | Reporte      |           | Asistencia: 34.914 espectadores Árbitro(s): Bryce Lawrence (Nueva Zelanda) | Asistencia: 34.914 espectadores Árbitro(s): Bryce Lawrence (Nueva Zelanda) |

| 9 de octubre de 2011 | Nueva Zelanda | 33 - 10 (12-7) | Argentina | Eden Park, Auckland,                                            |                                                                 |
| 20:30                |               | Reporte        |           | Asistencia: 57,192 espectadores Árbitro(s): Nigel Owens (Gales) | Asistencia: 57,192 espectadores Árbitro(s): Nigel Owens (Gales) |

### Semifinales
| 15 de octubre de 2011 | Gales | 8 - 9 (3-6) | Francia | Eden Park, Auckland,                                                |                                                                     |
| 21:00                 |       | Reporte     |         | Asistencia: 58.629 espectadores Árbitro(s): Alain Rolland (Irlanda) | Asistencia: 58.629 espectadores Árbitro(s): Alain Rolland (Irlanda) |

| 16 de octubre de 2011 | Australia | 6 - 20 (6-14) | Nueva Zelanda | Eden Park, Auckland,                                                  |                                                                       |
| 21:00                 |           | Reporte       |               | Asistencia: 60,087 espectadores Árbitro(s): Craig Joubert (Sudáfrica) | Asistencia: 60,087 espectadores Árbitro(s): Craig Joubert (Sudáfrica) |

### Tercer y cuarto puesto
| 21 de octubre de 2011 | Gales | 18 - 21 (3-7) | Australia | Eden Park, Auckland,                                                  |                                                                       |
| 20:30                 |       | Reporte       |           | Asistencia: 53.014 espectadores Árbitro(s): Wayne Barnes (Inglaterra) | Asistencia: 53.014 espectadores Árbitro(s): Wayne Barnes (Inglaterra) |

### Final
| 23 de octubre de 2011 | Francia | 7 - 8 (0-5) | Nueva Zelanda | Eden Park, Auckland,                                                  |                                                                       |
| 21:00                 |         | Reporte     |               | Asistencia: 61.079 espectadores Árbitro(s): Craig Joubert (Sudáfrica) | Asistencia: 61.079 espectadores Árbitro(s): Craig Joubert (Sudáfrica) |

| Nueva Zelanda         |
|                       |
| Campeón Nueva Zelanda |
| Segundo título        |

## Celebraciones

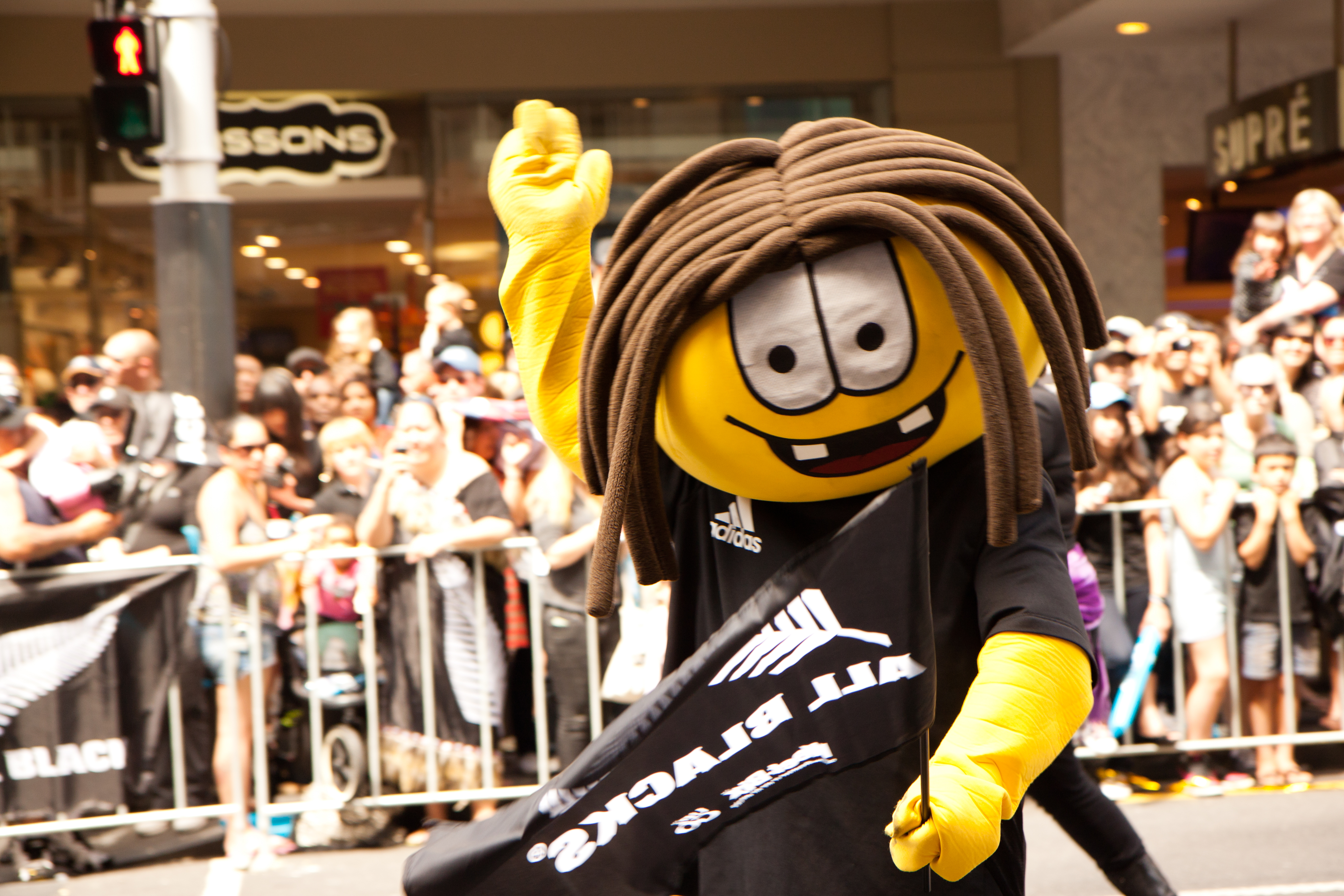
Desfile por las calles de Auckland.

La final de la copa del mundo 2011 se convirtió en el evento televisivo más visto de la historia de Nueva Zelanda con 2.036.900 espectadores. Mientras, la semifinal entre Nueva Zelanda y Australia y el partido inaugural se colocaron como el segundo y tercero respectivamente.
Tras la victoria de los All Blacks, cientos de miles de neozelandeses celebraron en la calle la victoria de su equipo. En los días sucesivos se organizaron tres masivos desfiles en Auckland el 24 de octubre, Christchurch el 25 y finalmente Wellington el 26 de octubre, en el que se congregaron más de 150.000 personas. En Wellington tuvo lugar el acto oficial de recepción a los campeones en el parlamento de Nueva Zelanda donde fueron recibidos por el primer ministro John Key.
En total, las autoridades calcularon que más de medio millón de neozelandeses tomaron parte en las celebraciones por la consecución de la copa del mundo de rugby. Las celebraciones continuaron posteriormente a los tres grandes eventos, con actos de menor envergadura en poblaciones más pequeñas del país.

## Premios y máximos anotadores
Con cinco partidos jugados, el capitán neozelandés: Richie McCaw fue elegido el Mejor Jugador del Torneo.

### Máximo anotador
| Puesto | Nombre         | Equipo        | Puntos | Tries | Con | Pen | Drop |
| ------ | -------------- | ------------- | ------ | ----- | --- | --- | ---- |
| 1      | Morné Steyn    | Sudáfrica     | 62     | 2     | 14  | 7   | 1    |
| 2      | James O'Connor | Australia     | 52     | 1     | 13  | 7   | 0    |
| 3      | Kurt Morath    | Tonga         | 45     | 0     | 6   | 11  | 0    |
| 4      | Ronan O'Gara   | Irlanda       | 44     | 0     | 10  | 8   | 0    |
| 5      | Piri Weepu     | Nueva Zelanda | 41     | 0     | 4   | 11  | 0    |

Con = conversiones. Pen = penales. Drop = drop goal.

### Máximos anotadores de tries

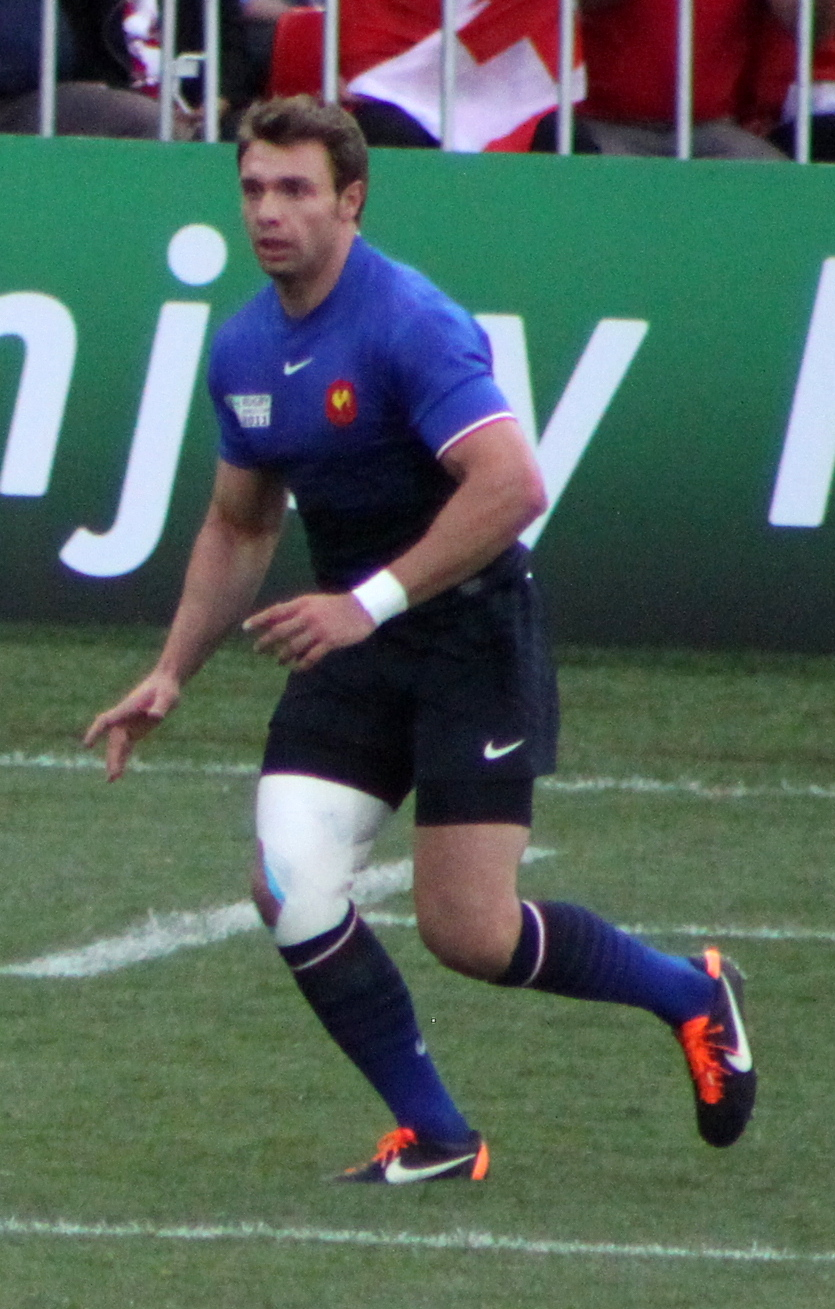
Vincent Clerc, máximo anotador de tries junto con Chris Ashton.

| Jugador            | Selección     | Tries |
| ------------------ | ------------- | ----- |
| Vincent Clerc      | Francia       | 6     |
| Chris Ashton       | Inglaterra    | 6     |
| Israel Dagg        | Nueva Zelanda | 5     |
| Keith Earls        | Irlanda       | 5     |
| Adam Ashley-Cooper | Australia     | 5     |

### Estadísticas finales
| Puntos | Equipo         | Partidos | Tries | Con | Pen | Drop |   |   |
| ------ | -------------- | -------- | ----- | --- | --- | ---- | - | - |
| 301    | Nueva Zelanda  | 7        | 40    | 25  | 15  | 2    | 1 | 0 |
| 228    | Gales          | 7        | 29    | 22  | 13  | 0    | 0 | 1 |
| 211    | Australia      | 7        | 28    | 19  | 9   | 2    | 0 | 0 |
| 175    | Sudáfrica      | 5        | 21    | 20  | 9   | 1    | 1 | 0 |
| 159    | Francia        | 7        | 16    | 11  | 17  | 2    | 1 | 0 |
| 149    | Inglaterra     | 5        | 20    | 14  | 6   | 1    | 2 | 0 |
| 145    | Irlanda        | 5        | 16    | 13  | 12  | 1    | 0 | 0 |
| 100    | Argentina      | 5        | 11    | 9   | 9   | 0    | 1 | 0 |
| 92     | Italia         | 4        | 13    | 6   | 5   | 0    | 1 | 0 |
| 91     | Samoa          | 4        | 10    | 7   | 8   | 1    | 1 | 1 |
| 82     | Canadá         | 4        | 9     | 5   | 7   | 2    | 0 | 0 |
| 80     | Tonga          | 4        | 7     | 6   | 11  | 0    | 3 | 0 |
| 73     | Escocia        | 4        | 4     | 1   | 13  | 4    | 0 | 0 |
| 69     | Japón          | 4        | 8     | 4   | 7   | 0    | 1 | 0 |
| 59     | Fiyi           | 4        | 7     | 6   | 4   | 0    | 0 | 0 |
| 57     | Rusia          | 4        | 8     | 4   | 2   | 1    | 1 | 0 |
| 48     | Georgia        | 4        | 3     | 3   | 9   | 0    | 0 | 0 |
| 44     | Rumania        | 4        | 3     | 1   | 9   | 0    | 1 | 0 |
| 44     | Namibia        | 4        | 5     | 2   | 2   | 3    | 2 | 0 |
| 38     | Estados Unidos | 4        | 4     | 3   | 4   | 0    | 2 | 0 |

Con = conversiones. Pen = penales. Drop = drop gol.
Actualizado a 31 de octubre de 2011.